# Narodowe Centrum Zarządzania Obroną Federacji Rosyjskiej
Narodowe Centrum Zarządzania Obroną Federacji Rosyjskiej (ros. Национальный центр управления обороной Российской Федерации (НЦУО РФ) – struktura dowodzenia wojskowego podległa Sztabowi Generalnemu Sił Zbrojnych Federacji Rosyjskiej, której zadaniem jest:
- analiza i krótkoterminowe prognozowanie rozwoju sytuacji na obszarach strategicznych i problemowych;
- koordynacja operacyjna działalności organów wykonawczych federacji w sprawach zapewnienia obronności kraju;
- kierowanie Siłami Zbrojnymi w rozwiązywaniu powierzonych zadań oraz kierowanie międzyresortowymi i koalicyjnymi grupami wojsk (sił)[1]

## Szefostwo
- Stanisław Gadżymagomiedow, generał pułkownik[2]